# Architecture de la ligne 7 du tramway de Bruxelles
Cette page reprend une partie des bâtiments remarquables se trouvant sur le trajet de la ligne 7 du tramway de Bruxelles.

## Historique et développement du tracé
La ligne 7 du tramway de Bruxelles a été mise en service le 14 mars 2011. À l’origine elle était scindée en deux lignes, la 23 et 24, créée respectivement le 2 janvier 1923 et le 6 mars 2006. La ligne relie Vanderkindere, au plateau du Heysel via Montgomery grâce à l’axe de la grande ceinture.
Les trams de la STIB y circulent entre 5h et 1h du matin, tous les jours, et ce sur tout le parcours. Le temps du trajet est de 50 min grâce aux tunnels (prémétro). Le matériel roulant est principalement « T4000 » et exceptionnellement « T3000 », les deux modèles de tram ont été construits par la firme Bombardier « Flexity Outlook ».
La ligne part de la place Vanderkindere, aussi desservie par les trams 3, 4 et 92. Elle remonte ensuite l’avenue Winston Churchill pour ensuite marquer un arrêt au rond-point Churchill, qui est le terminus du tram 3. Elle passe par la suite par une partie de la chaussée de Waterloo pour desservir « Bascule » avant d’emprunter l’avenue Legrand et de s’arrêter au niveau de l’avenue Louise où l’on trouve en correspondance les trams 93 et 8. De là, la ligne 7 prend le même itinéraire que la ligne 8 jusqu’à Buyl en passant par le boulevard de La Cambre ainsi que le carrefour (Cambre Étoile). Les trams 8 et 7 se séparent ensuite et la ligne 25 vient renforcer la ligne 7 sur le boulevard Général Jacques. Sur cette grande artère, elle dessert la gare d’Etterbeek, Arsenal et la station Pétillon ou on trouve la correspondance avec le métro 5. Les trams empruntent les tunnels de l’axe de la grande ceinture pour desservir les stations Boileau et Montgomery. Avant de ressortir à hauteur de la place Meiser, elle dessert Georges Henri et Diamant endroit où se séparent la ligne 25 de la ligne 7. Les trams 7 empruntent ensuite le boulevard Lambermont jusqu’au shopping center « Docks »La ligne 7 et la ligne 3 se rejoignent sur le carrefour Van Praet. Après quoi, la ligne s’engouffre à nouveau dans un tunnel en service depuis le 28 août 1957. Elle longe ensuite l’avenue des Croix du Feu ainsi que le domaine royal de Laeken. Elle arrive à De Wand, lieu créé à l’occasion de l’Exposition universelle de 1958. De nouveau, elle prend un tunnel qui passe sous le parc de Laeken pour arriver à la place Saint Lambert où se trouve l’arrêt du Centenaire. Enfin, elle remonte vers le terminus de la ligne, la station « Heysel » .
En termes d’infrastructure, les voiries qui accueillent le tram 7 étaient présentes bien avant la création de celui-ci. Elles datent de 1923, année de l'inauguration de la ligne 23 lors de laquelle des travaux ont été réalisés afin de permettre un trafic ferroviaire notamment sur de grands axes comme le boulevard Général Jacques. 
Dans un même temps, on remarque l’apparition de nombreux lieux publics comme des cafés ou des restaurants sur ce boulevard qui était jusque-là principalement militaire ou résidentiel. Le quartier se développe également autour des universités (ULB et VUB) qui favoriseront l’apparition de nouvelles lignes de tram et de ce fait d’autres travaux, notamment en 2007 pour installer la ligne du 25 et en 2018 pour réhabiliter les routes et les trottoirs du tronçon entre l’avenue des Saisons et l’avenue de la Couronne. Le Boulevard Lambermont aussi connaitra des travaux en 1910 et 1914, mais ce sera qu’en 1923 que la propriété sera achevée et remise à l’état pour l’incorporer dans la Grande Voirie. Le boulevard fait alors 43 mètres de large avec un espace central de 14 mètres. De chaque côté de cette partie centrale, nous avons deux voies. Les voies côté parc sont celles qui contiennent les rails pour le tram. Une fois passé le pont Van Praet où l’on peut localiser le centre commercial « Docks », on peut remarquer lorsqu’on regarde les anciennes cartes du site Urbis que le reste était du domaine agricole. Tout le secteur a connu d’énormes changements notamment avec l’arrivée de l’expo 58. Le site est passé d’un paysage « rural » à un paysage « urbain » en l’espace de quelques années.

## Architectureautour de laligne 7(Vanderkindere-Heysel)

### La villa Pelseneer
- 1910[4]

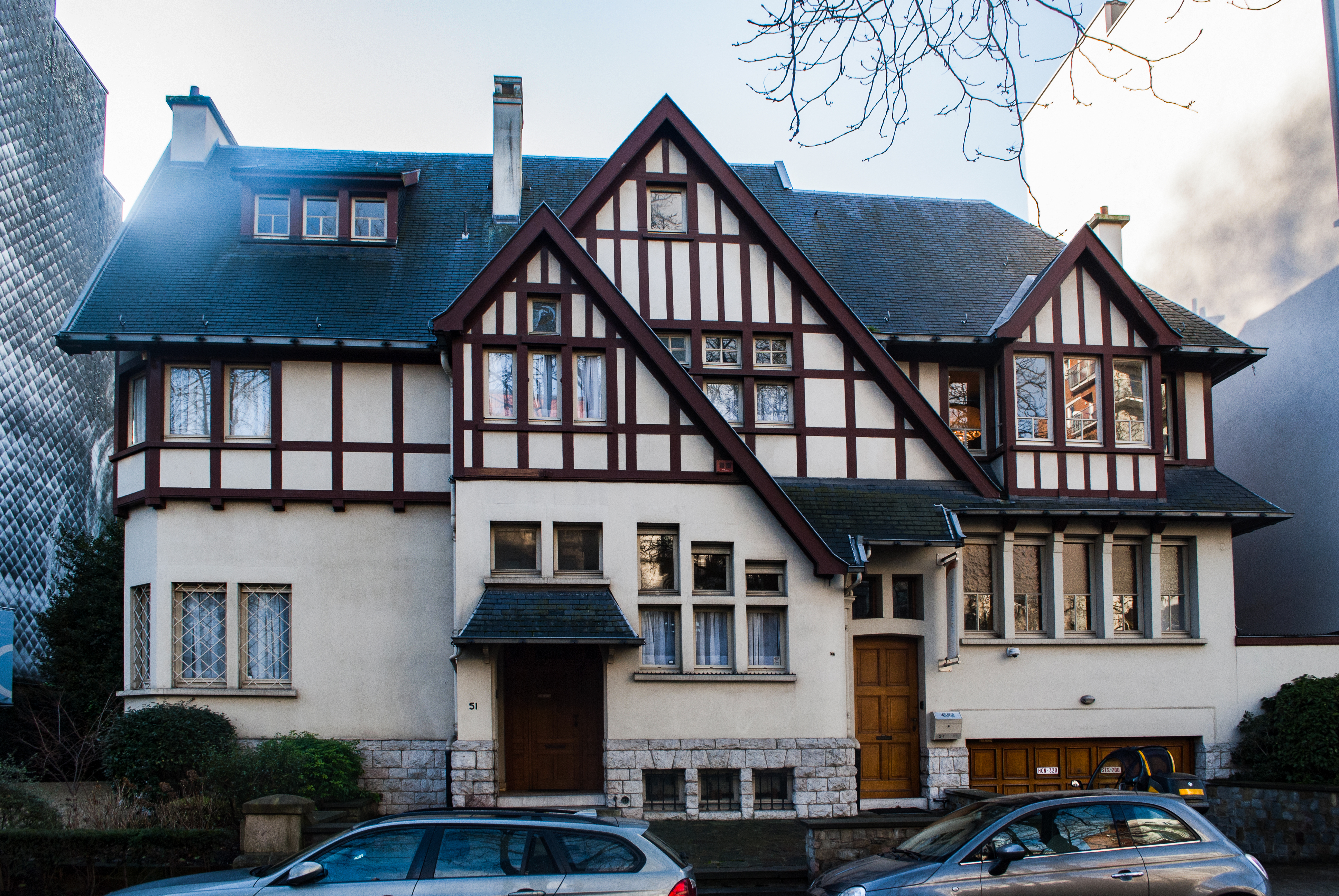
Villa Pelseneer.

- Avenue Winston Churchill no 51, 1180 Uccle
- Privé
- Maison d’habitation

La villa Pelseneer est une maison d’habitation construite à l’époque avec deux autres maisons (53-55) à la demande du sénateur Max Lion, beau-père de Edouard Pelseneer l’architecte de cette maison. Aujourd’hui, il ne reste que la maison no 51, les deux autres ont malheureusement été détruites. Le propriétaire actuel l’acheta en décembre 1998. C’est le 4 mars 1999 que la Région de Bruxelles-Capitale décide de la classer, tant les façades extérieures que l’intérieur. 
Edouard Pelseneer fait partie des plus grands représentants de l'Art nouveau, il est principalement actif à Bruxelles. La villa est d’ailleurs considérée comme une réalisation charnière dans sa carrière avec son style cottage avec un esprit Arts & Crafts. D’un point de vue esthétique, les façades offrent un jeu complexe de volumes qui forment une composition unie. On peut d’ailleurs remarquer que ce jeu de volumes se reflète dans l’agencement de la maison. L’intérieur et l’extérieur sont donc en accord ce qui rend le tout cohérent. Celle-ci retient particulièrement l’attention par le fait qu’elle possède actuellement le seul intérieur Art Nouveau encore bien conservé de Edouard Pelseneer.
De plus, la menuiserie et toute la boiserie ont été réalisées par l’entreprise Pelseneer. Aujourd’hui, située entre deux immeubles à appartements, elle est l’un des derniers bâtiments qui témoignent encore des habitations qui donnaient le caractère prestigieux de l’avenue Winston Churchill.

### La maison Sise
- 1910[7]

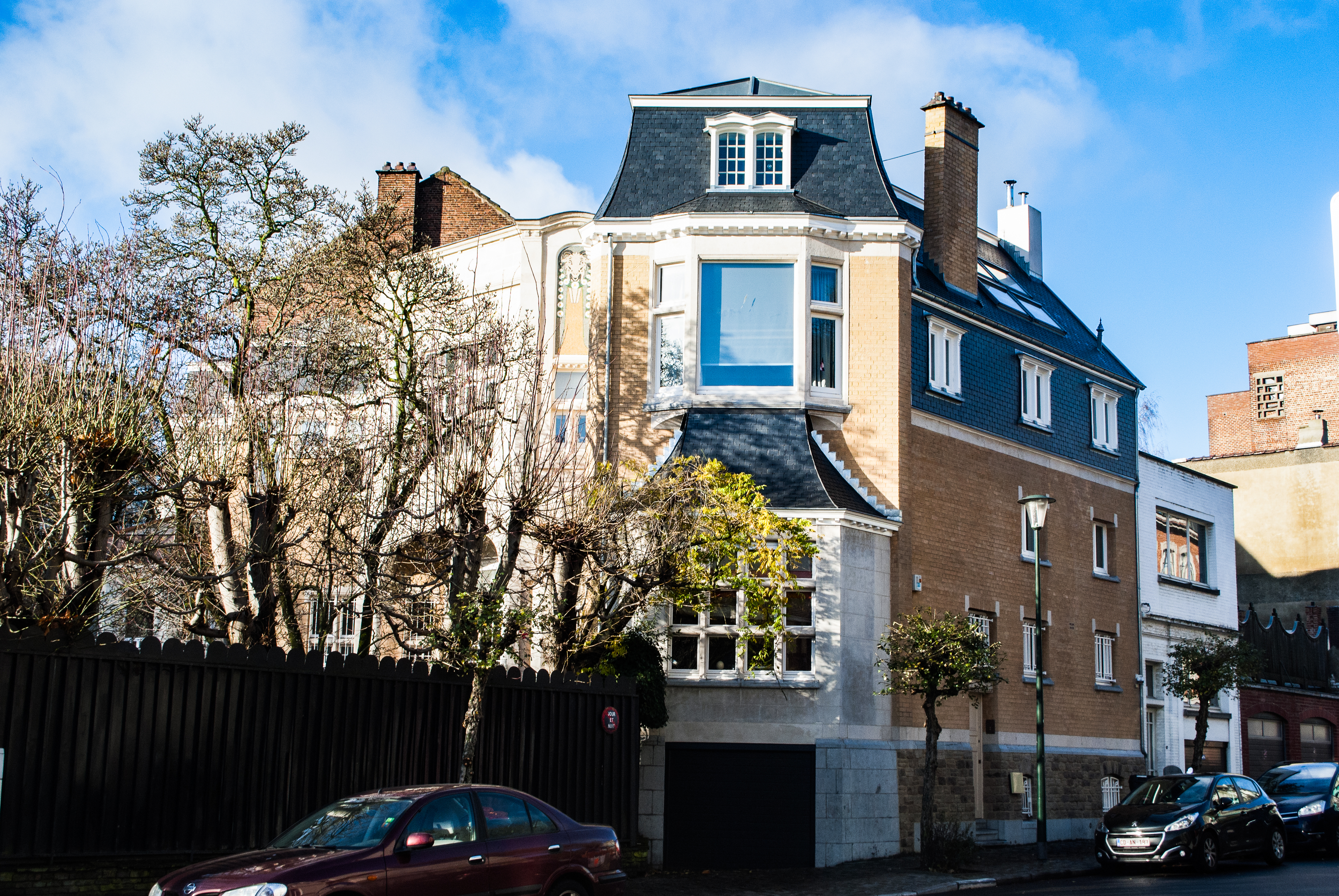
Maison Sise.

- Avenue Winston Churchill no 110, 1180 Uccle
- Privé
- Maison d’habitation

La maison se situe à l’angle de l'avenue Winston Churchill et de la rue Marianne. Elle a été conçue par l’architecte Jean-Baptiste Dewin. L’enveloppe du bâtiment ainsi que certaines parties de l’intérieur sont aujourd’hui classées comme monument. On la remarque par le jeu dynamique des volumes qui s’emmêlent en façade ainsi que par la pluralité des formes, des ouvertures et des matériaux. Celle-ci est décorée de mosaïques colorées qui ont été restaurées en 2016-2017. 
La restauration des mosaïques n’a pas été chose facile. Les panneaux de mosaïques étaient en piteux état, ils ne tenaient plus et présentaient des fissures. Leur restauration semblait impossible donc il a été décidé d’effectuer des répliques tout en restant fidèle aux panneaux originaux. C’est l’atelier de Mosaico Di Due qui s’est occupé de la restauration. La technique utilisée était de calquer les dessins avec précision sur du papier de mosaïque, les tesselles manquantes ont été taillées à la main et des recherches ont été effectuées pour trouver une couleur identique à celles d’origine. Après restauration, on les a remises en place dans les niches dans lesquelles elles étaient autrefois. D’autres mosaïques présentent en façades ont pu être restaurées in situ. 
Jean-Baptiste Dewin, est un architecte belge actif à Bruxelles pendant la période Art Nouveau. Il est surtout connu pour ses constructions destinées à des fins médicales, mais aussi pour ses quelques immeubles d’habitations. Dewin utilise un langage ornemental composé de motifs qui représente le monde floral et animal, il l’exprime le plus souvent dans les mosaïques et le fer forgés pendant la période Art Nouveau et à travers la sculpture pendant la période Art Déco.

### Ambassade d'Italie à Bruxelles
- 1910[10]
- Avenue Legrand 43, 1050 Ixelles
- Public
- Ambassade

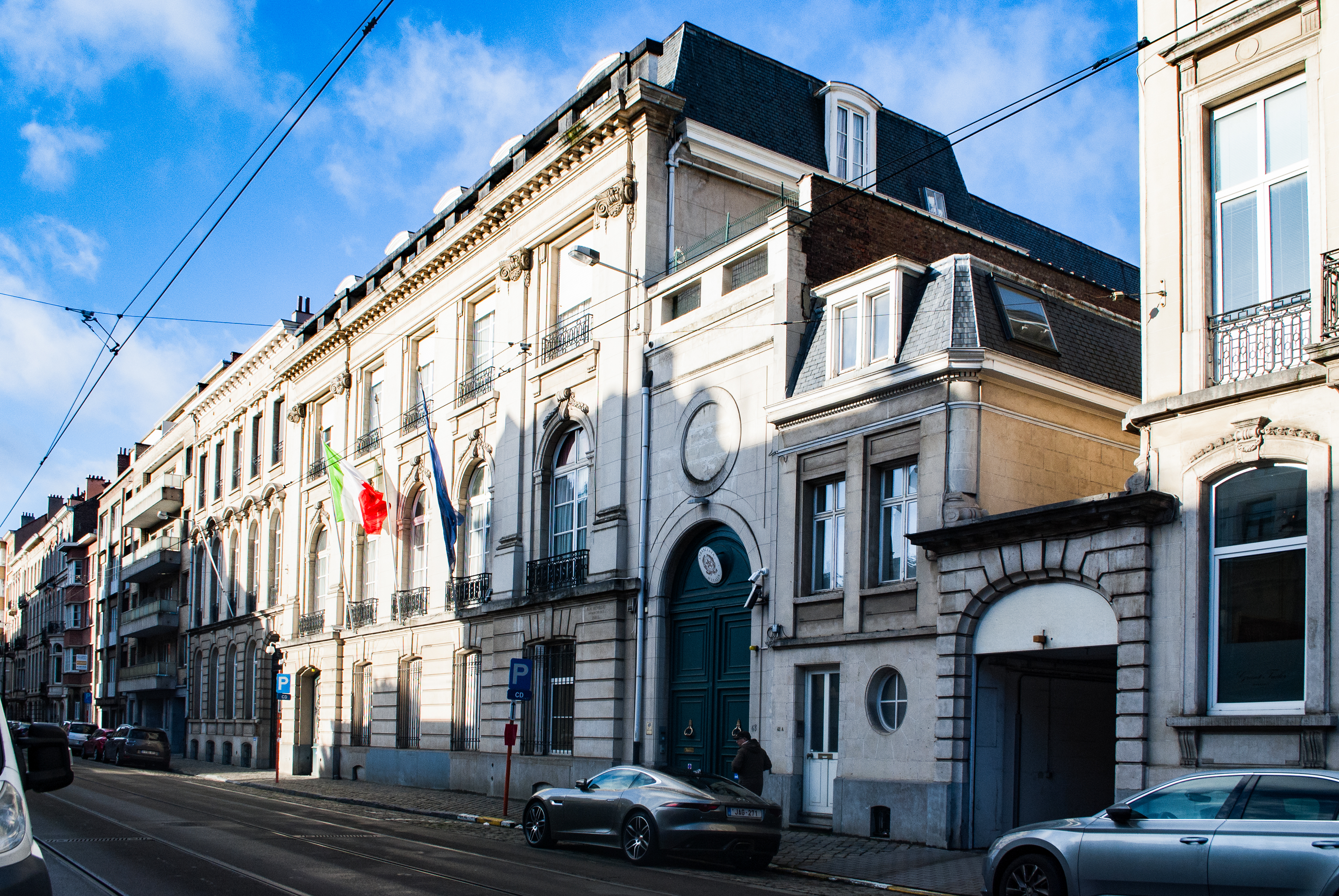
Ambassade italienne de Bruxelles.

L’ambassade est située entre des bâtiments de même style allant du no 41 à 45. Elle a été conçue par « Pierre Humbert – architectes (S.C.) – Paris ». 
Le bâtiment qui a d'abord servi d'hôtel, présente un style éclectique aux caractéristiques classiques. Cet hôtel était à l’initial destiné au prince Pierre de Caraman Chimay et c’est seulement depuis 1919 que le bâtiment accueille l’ambassade d’Italie. L’avenue Legrand prend forme en 1871 grâce à la famille Legrand et la rue est soumise au plan particulier d’aménagement approuvé par l’arrêté royal du 07/07/1970 qui concerne l’avenue Louise et ses rues adjacentes. 
La façade recouverte de pierre Française est remarquable par son côté sobre et imposant. Elle reprend les idées classiques comme un soubassement travaillé autrement que les étages supérieurs comme les refends ou encore la forme des fenêtres. On peut percevoir que les fenêtres du rez-de-chaussée présentent la forme d’un arc surbaissé tandis que celles du premier étage préfèrent des portes-fenêtres à arc en plein cintre et celles du deuxième sont rectangulaires. La façade affiche aussi des pilastres à Chapiteaux corinthiens qui viennent souligner les travées. D’un point de vue de l’aménagement, le bâtiment révèle encore les caractéristiques de l’hôtel comme au rez-dechaussée, les espaces réservés aux cuisines et aux locaux de services ou encore l’étage dit « noble » où l’on peut voir une enfilade de salons qui longent la façade avec une grande salle des banquets, côté jardin. 
Les espaces intérieurs ont été incroyablement conservés et témoignent encore des éléments décoratifs d’origine au style néoclassique. En ce qui concerne le squelette de la bâtisse, on a utilisé le béton armé, une nouvelle technique à l'époque de la construction.

### Lebois de la Cambre
- 1840[13]

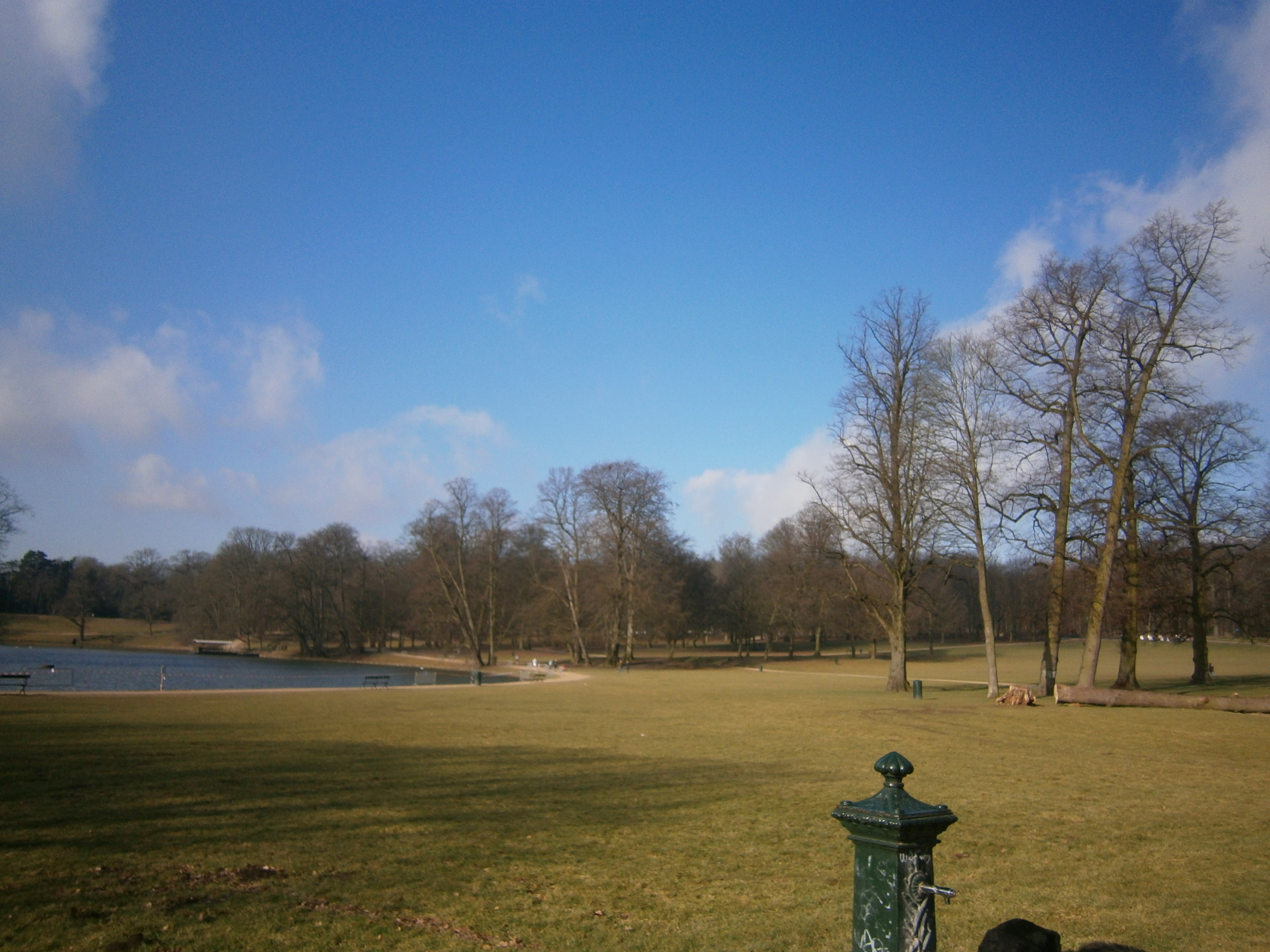
Bois de la Cambre.

- Place Marie-José 12, 1050 Ixelles
- Public
- Parc

Le bois de La Cambre est une extension de la forêt de Soignes. Il se divise en deux parties; l’une est plus dense au niveau forestier et est connue pour la pelouse des Anglais et le ravin, l’autre présente le grand lac de six hectares avec au centre un îlot boisé qui accueille le Chalet Robinson auquel on accède grâce à une barque. 
Appelé, sous l’ancien régime, bois de Heedge, il était jadis traversé par deux anciennes voies: le Dieweg et le Verkenweg qui permettait de regagner le dieweg depuis l’abbaye de La Cambre. Ce n’est que vers 1840 qu’on le nomme « bois de La Cambre », son nom provient du fait que sous l'ancien régime il était la possession de l’abbaye de la Cambre voisine. En 1844, Jean-Philippe De Jonckere et Jean-Baptiste Jourdan proposent une nouvelle avenue afin de mettre en valeur le quartier Louise. Cette voie relierait le quartier au bois de La Cambre qui sera connue comme une promenade publique. De cette initiative naîtra « l’avenue Louise » dont les travaux commenceront en 1860.
Le 2 juin 1862, à la suite de négociations avec le Gouvernement, l’aménagement du bois est accepté. Dès lors, 4 projets sont présentés au conseil communal et c’est celui de Edouard Keilig qui est choisi. Il propose alors un style paysager à l’anglaise qui varie les vues, les scènes et les perspectives. Dès sa transformation, le parc a attisé les foules pour devenir l’endroit de promenade le plus populaire de la capitale; d’abord pour la haute classe sociale pour ensuite un public plus diversifié. Edouard Keiling supervisera le parc pendant près de 40 ans pour ensuite donner le relais à l’inspecteur des plantations de la Ville, Jules Buyssens. Enfin, en 2006, un permis d’urbanisme a été introduit pour la restauration du bois qui a été entre-temps classé. Les travaux ont pris fin en 2010.

### Palais de la Cambre
- 1930[17]

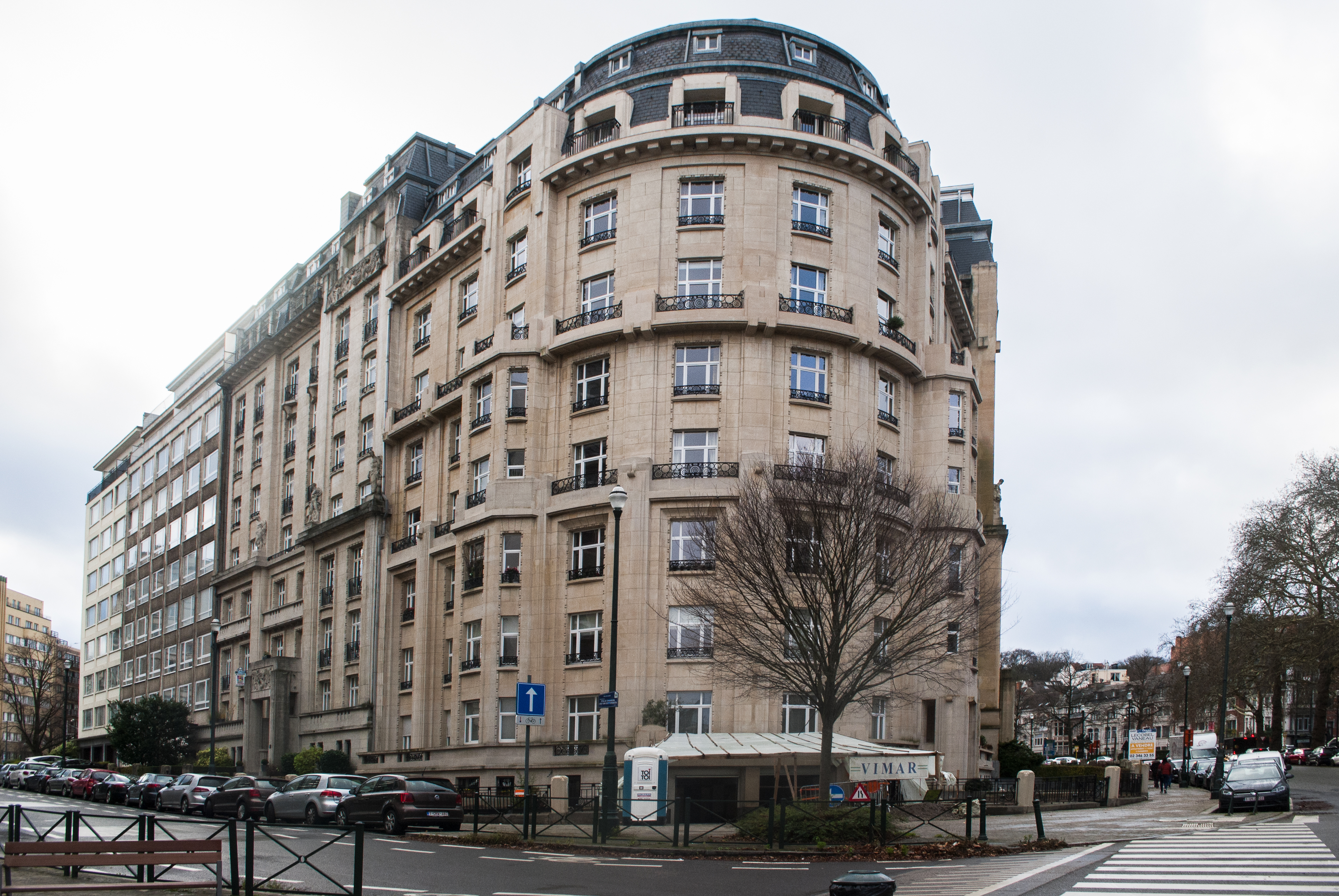
Palais de la Cambre

- Avenue Émile Duray 60-62, 64, 66, 68, 1050 Ixelles
- Privé
- Immeuble à appartements

C’est un monumental complexe d’immeubles à appartements de haut standing de l’entre-deux-guerres réalisé par l’architecte Camille Damman en 1930. L’immeuble est de style Art déco aux tendances classiques et a été conçu pour la Société belge Immobilière. Il fait partie des premiers exemples d’immeubles à logements collectifs de cette ampleur. L’ensemble des bâtiments est partagé entre plusieurs communes comme la partie du no 66 et no 68 qui se trouvent sur le territoire de Bruxelles alors que les numéros 60-62-64 se trouvent sur le territoire d’Ixelles. 
Une maquette a d’ailleurs été réalisée et exposée à l’Exposition internationale des Arts décoratifs et industriels modernes de Paris en 1925. Mais elle a été perdue. 
Sur les façades, l'édifice présente une grande diversité au niveau de la composition tout en gardant une certaine unité grâce à l’utilisation de la simili-pierre blanche. Les différentes entités présentent des hauteurs sous corniches différentes, ce qui appuie l’idée d’entité unique. Camille Damman est un architecte belge actif sur Bruxelles pendant la période Art Nouveau. Il fait partie de la deuxième génération d’architectes « Art Nouveau Géométrique », mouvement lancé par Paul Hankar. Ici, le complexe d’immeuble est remarquable par le fait qu’il témoigne des premiers immeubles à appartements de l’époque.

### Palais de la Folle Chanson
- 1928[19]

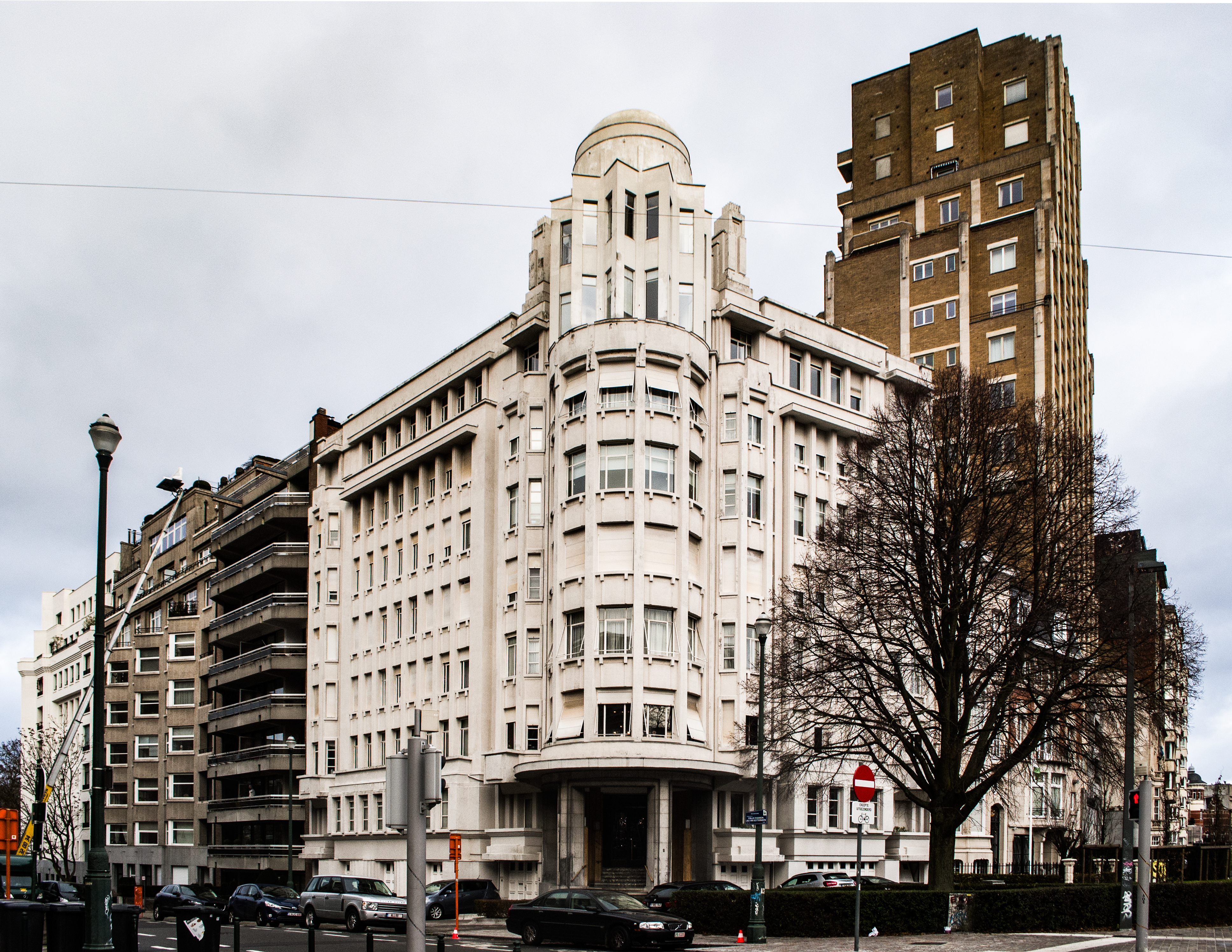
Palais de la Folle Chanson.

- Rond-Point de l’étoile 2, 1050 Ixelles
- Privé
- Immeuble résidentiel de Luxe

Situé à l’angle du Boulevard Général Jacques et de l’avenue de la folle chanson, ce remarquable palais fut conçu par l’architecte Antoine Courtens à la demande de Mademoiselle Rossignon. Les travaux commencent en 1928 et se terminent en 1931. Cet immeuble d’angle est un des meilleurs exemples du développement de l’architecture Art Deco dans la Bruxelles de l’entre-guerre. 
La structure du palais est en béton armé, recouvert de granito lavé et s’élève sur huit étages. Les deux façades sont reliées par une rotonde d’angle dont la partie supérieure évoque le nom ainsi que la composition en étoile de du rondpoint et des 7 rues qui le traversent. Cette rotonde est elle-même surmontée d’une coupole sur tambour cylindrique . Les fenêtres originales en bandes verticales à châssis en acier seront pour la plupart remplacées dans les années 1950. À l’époque où commence la construction, le boulevard militaire (ancien nom du boulevard Général Jaques avant 1928) a déjà connu sa grande phase d’urbanisation. Le boulevard servait à relier la zone des casernes à l’avenue Louise, et connut à partir de 1890, une grande phase d’urbanisation, principalement de maisons bourgeoises art nouveau et par la suite art déco. Le bâtiment s’inscrit donc dans la continuité architecturale de ce qu’était le boulevard en ce temps.

### Ancienne école royale de gendarmerie
- 1909[22]

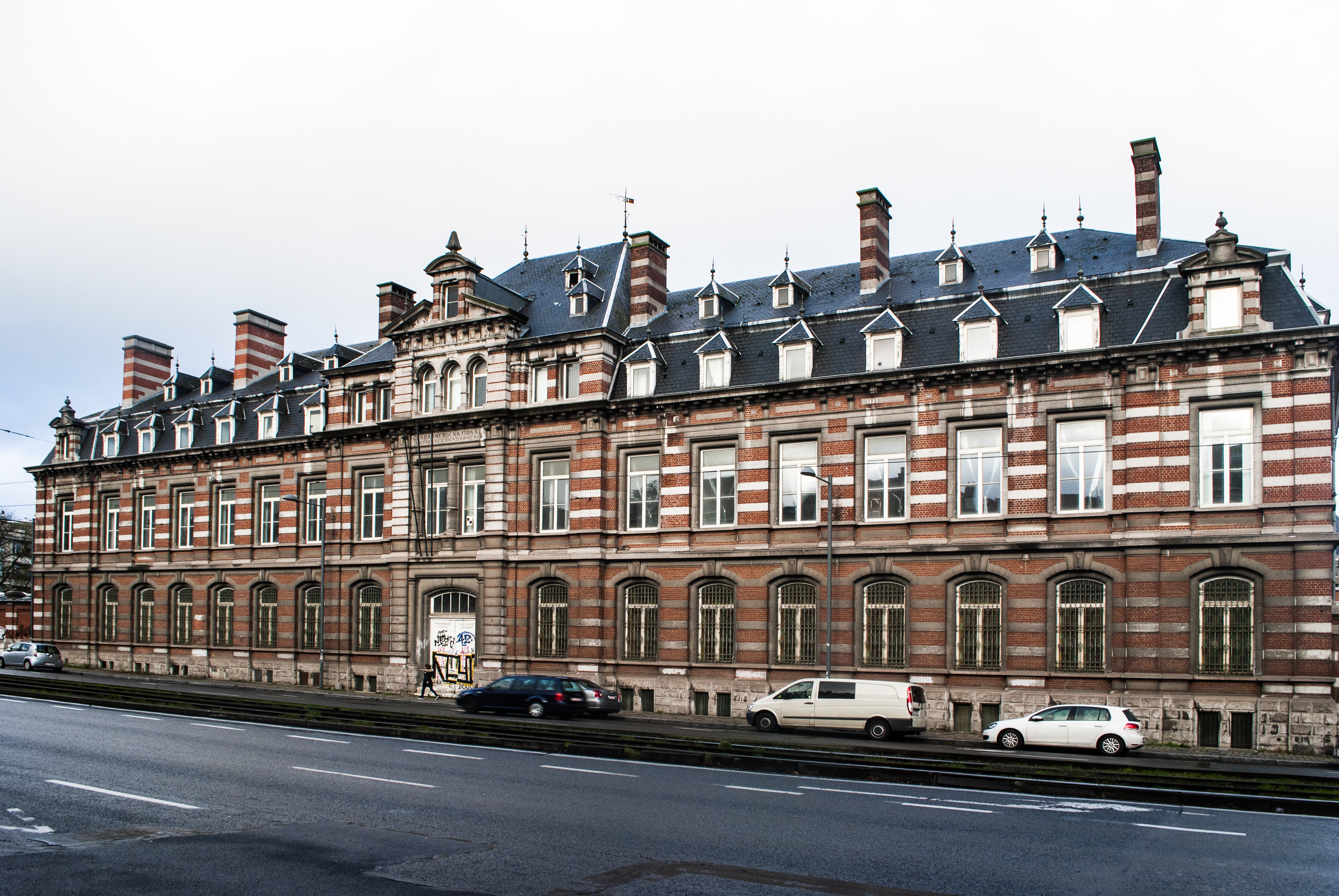
Ancienne école royale de gendarmerie.

- Boulevard Général Jacques 210, 1050 Ixelles
- Public
- Police Fédérale

En 1909 sont construites sur le boulevard Militaire un ensemble d’infrastructures militaires qui s’étendent sur Etterbeek et Ixelles. La caserne de gendarmerie d’Ixelles était vouée à la formation des gendarmes, il s’agissait d’un complexe comprenant les logements des troupes, mais aussi des écuries, des salles de cours, une bibliothèque et des terrains d’entraînement. Leur style s’inspire des champs de Mars à Paris. 
L’école de gendarmerie est composée de 3 bâtiments principaux. Le bâtiment central faisant face au boulevard Général Jacques et deux pavillons latéraux faisant angle avec l’avenue de la couronne pour le premier et la rue Juliette Wytsman pour l’autre. La cour de la caserne étant bâtie plus bas, notamment afin de contrer la pente du terrain, ces trois bâtiments possèdent un niveau supplémentaire côté cour.
Au début du XXe siècle, la ville de Bruxelles confie à la commune d’Ixelles la construction de ces casernes dans le cadre du projet d’union entre la zone militaire de la ville et l’avenue Louise. Le quartier était peu urbanisé à l’époque, et c’est entre autres pourquoi il a été choisi, car on pouvait facilement y construire toutes les installations nécessaires au développement d’un corps de police qui se déplaçait a cheval. De par leur situation, les casernes permettaient aux gendarmes de se déplacer plus rapidement à des lieux à plus centraux et importants de la ville comme l’avenue Louise , et ce même en tram, car la ligne 23, qui devient la 7 en 2011, parcourait déjà Général Jacques à partir de 1923. Après la Deuxième Guerre mondiale, les casernes seront peu à peu agrandies pour répondre à certains besoins logistiques, comme l’ajout d’une tour de contrôle dans les années 1990 sur l’angle avec la rue Fritz Toussaint. Mais depuis l’an 2000, la suppression du corps de gendarmes a entraîné un réaménagement des lieux par différents services de la police nationale.
Actuellement (avril 2019), il existe un projet de rénovation prévu pour être achevé en 2025 et visant à transformer ces anciennes casernes en ensemble de logements étudiants et appartements privés,. Certains bâtiments seront conservés, notamment les trois grands bâtiments faisant face au boulevard tandis que la quasi-totalité de l'enceinte serait démolie ; le sort des bâtiments centraux, notamment ceux construits après-guerre est encore incertain car il existe plusieurs variantes du projet.

### Gare d'Etterbeek

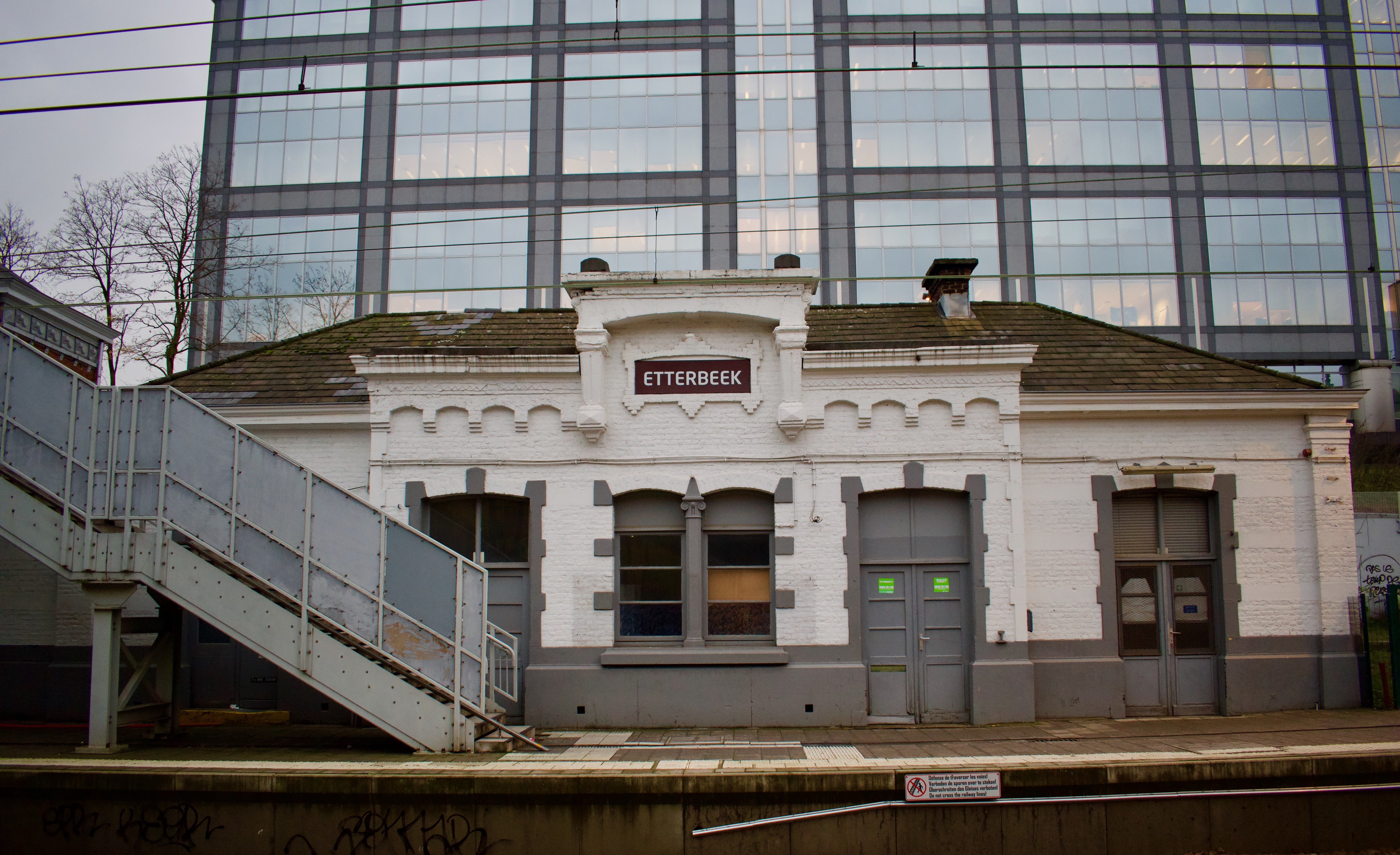
Premier bâtiment de la Gare d'Etterbeek.
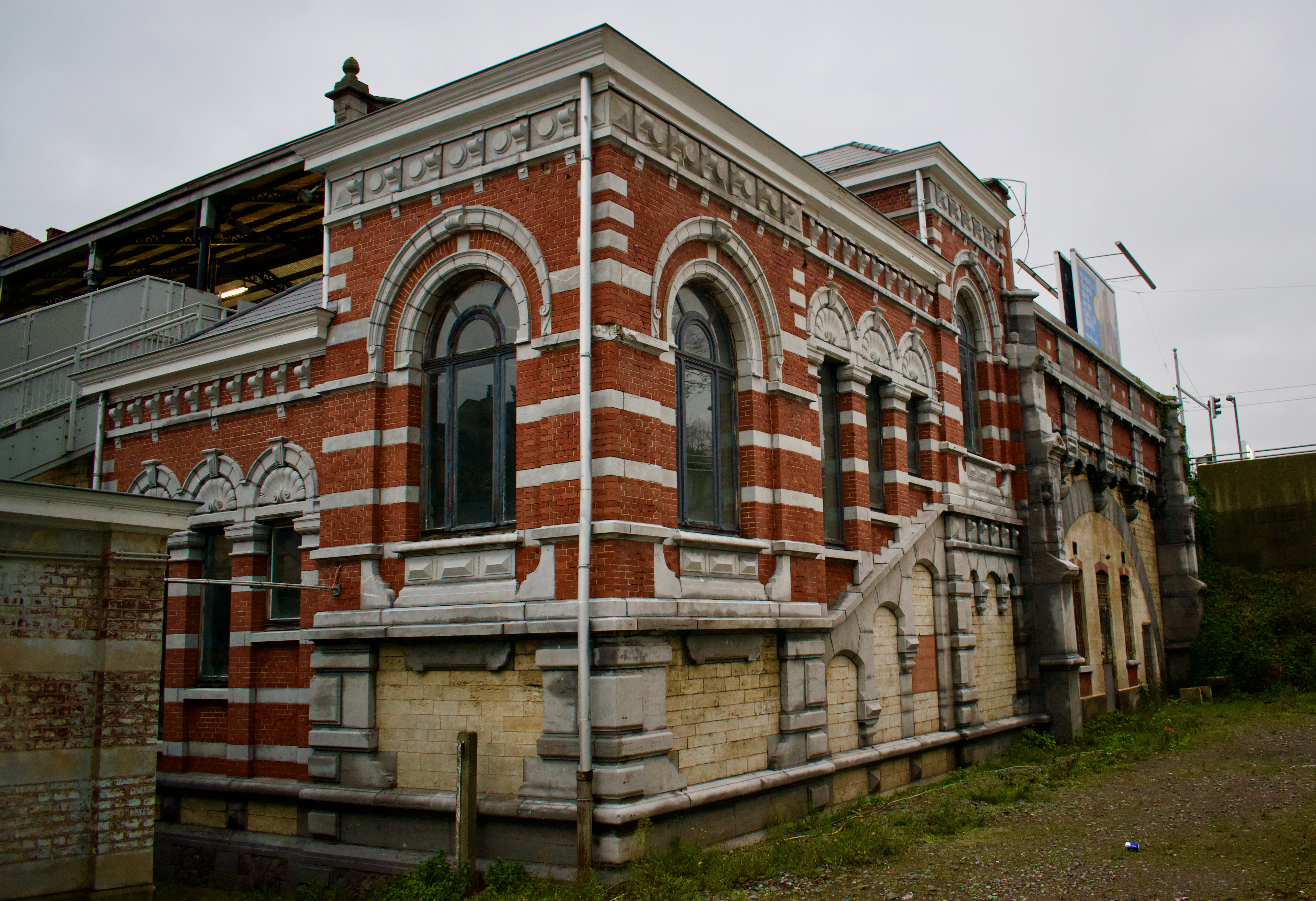
Deuxième bâtiment de la Gare d'Etterbeek.
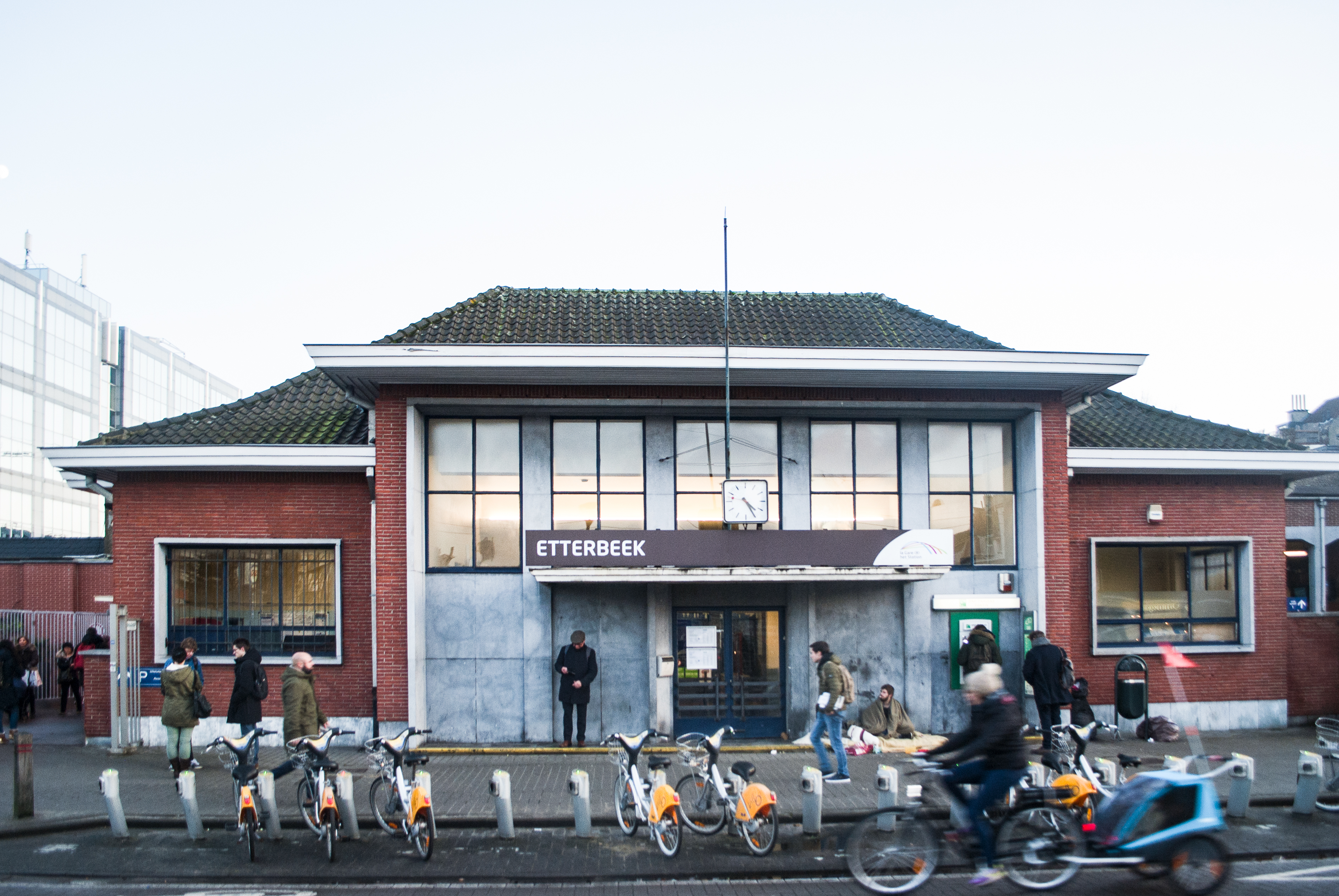
Bâtiment actuel de la Gare d'Etterbeek.

- 1880[27]
- Boulevard Général Jacques 265, 1050 Ixelles
- Public
- Gare ferroviaire

La gare d’Etterbeek a connu 3 phases principales, pour chacune desquelles un bâtiment fût construit. Le petit bâtiment blanc de style éclectique du quai 4 a été construit entre 1877 et 1882 après l’ouverture de la ligne Bruxelles-Tervuren. La gare fut inaugurée le 25 septembre 1880. La ligne Bruxelles-Tervuren était conçue comme un train de banlieue. Au départ, Etterbeek était une commune rurale, mais cela a considérablement changé avec la construction des casernes et des terrains d’essais. La station fut alors principalement utilisée comme station militaire pour les troupes. En 1906, la première station fut remplacée par une nouvelle, située sur les nouvelles voies de circulation. 
Le quartier s’était urbanisé très fortement depuis les années 1890 et il fut assez vite nécessaire d’adapter les infrastructures ferroviaires. Un monumental bâtiment de style Néo-Renaissance flamande sur un socle creusé de deux tunnels fût alors construit, ce qui représente un certain exploit de génie civil pour l’époque. L’ingénieur Edmond Foulon dessina l’ensemble dans le cadre des grands travaux d’aménagement du boulevard et du dédoublement de la ligne Bruxelles-Namur, ce qui explique le style grandiose et l’ampleur des travaux. En 1929, la deuxième gare est fermée et détruite en partie. Seule la gare de 1880 subsiste. Ce dernier bâtiment sera endommagé en 1943 lors d’un bombardement, mais resta en usage jusque dans les années 1950, principalement comme point de passage pour les marchandises. 
À la fin des années 1950, le SNCB a décidé de construire la billetterie actuelle de la Gare d'Etterbeek à l’emplacement du bâtiment de 1906 dont on peut encore apercevoir certains restes . La station ferroviaire sera connectée au réseau de trams à partir de 1923 avec la mise en route de la ligne 23.

### Campus de la Plaine
- 1875[30]
- 1968 campus VUB-ULB
- Public
- Campus universitaire

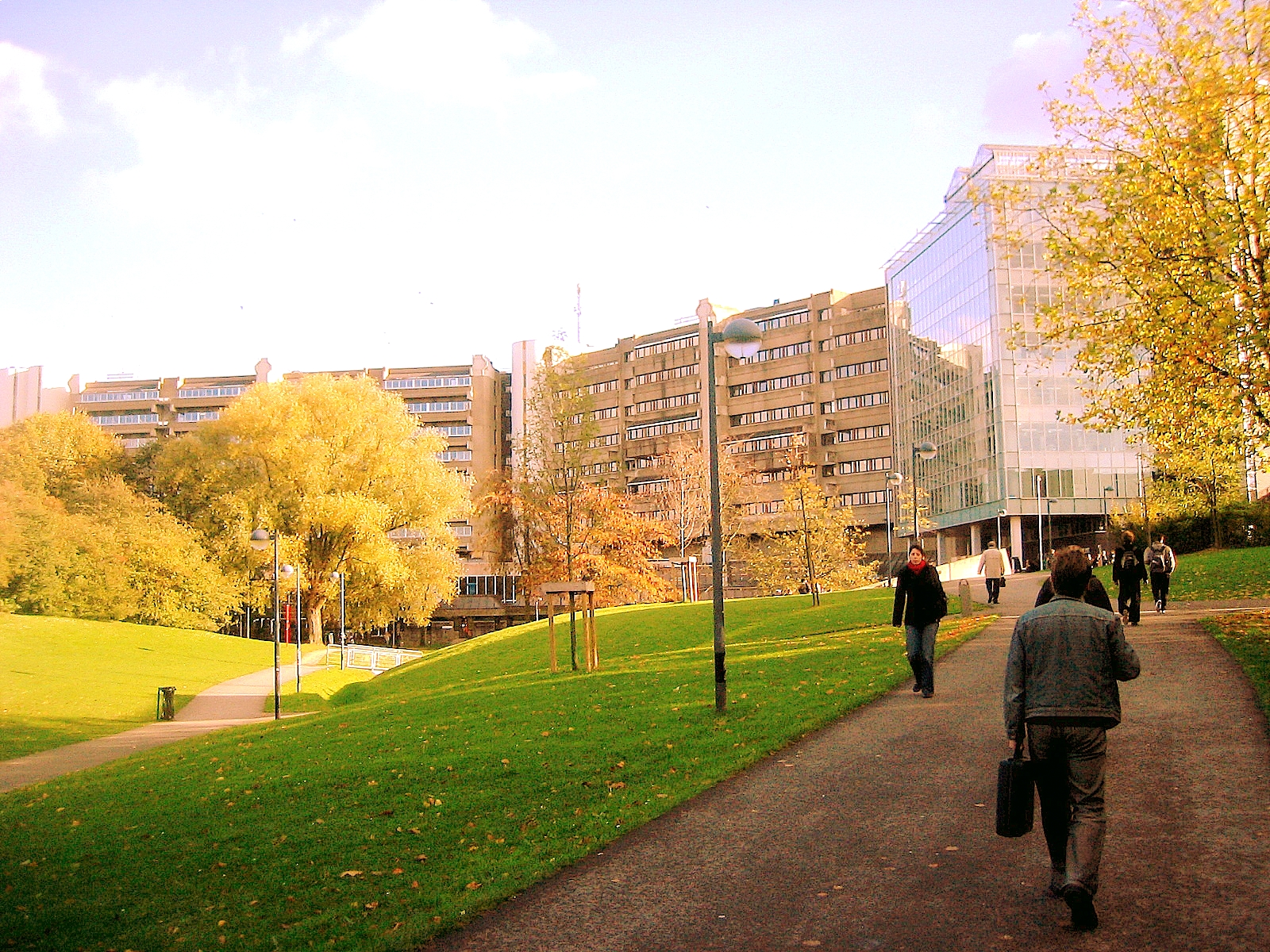
Campus de La Plaine de la Vrije Universiteit Brussel.

Le campus de la plaine de l’ULB et de la VUB donne sur le boulevard Général Jacques au Nord, le boulevard du Triomphe à l’Est et le Boulevard de la Plaine à l’Ouest. Il est partagé entre la commune d’Ixelles et d’Auderghem. C’est un complexe universitaire de 45 hectares qui se situe à l’emplacement d’une ancienne plaine des manœuvres dont il reprend le nom.
Cette plaine des manœuvres remonte a 1875 c’est-à-dire au moment de la création du « boulevard des casernes ». Cette étendue accueillait les diverses séances d’entrainement des gendarmes postés dans les casernes avoisinantes. À la suite de la construction du monument du Cinquantenaire, il avait fallu re-localiser la plaine des manœuvres qui s’y trouvait. Le choix s'est porté sur cette étendue rurale, naturellement assez plate, pour accueillir le projet de remodelage du terrain qui allait de pair avec l’aménagement du lieu en une zone militarisée. Ainsi, de nombreuses structures éphémères ont été bâties sur la plaine en fonction des besoins, mais elles ont toutes été détruites quand l’ULB et la VUB ont pris possession des lieux.
Il ne reste aujourd’hui que le tracé en forme d'arc en plein cintre du champ de manœuvres, qui est délimité par les 3 grandes avenues qui l’entourent. Pendant les années 1950, on commence progressivement à délocaliser les activités militaires de la plaine, mais elle sera encore d’usage jusque dans les années 1970. À cette période, l’ULB se voit attribuer le terrain de la plaine par le gouvernement belge. On y construit plusieurs résidences étudiantes, un stade, un rectorat ainsi que plusieurs auditoires . La proximité avec la ligne de tram 23, qui deviendra la ligne 7 en 2011 sur le tronçon de Général Jacques a facilité le choix de ce lieu pour accueillir le campus.

### Caserne des Guides
- 1875[33]

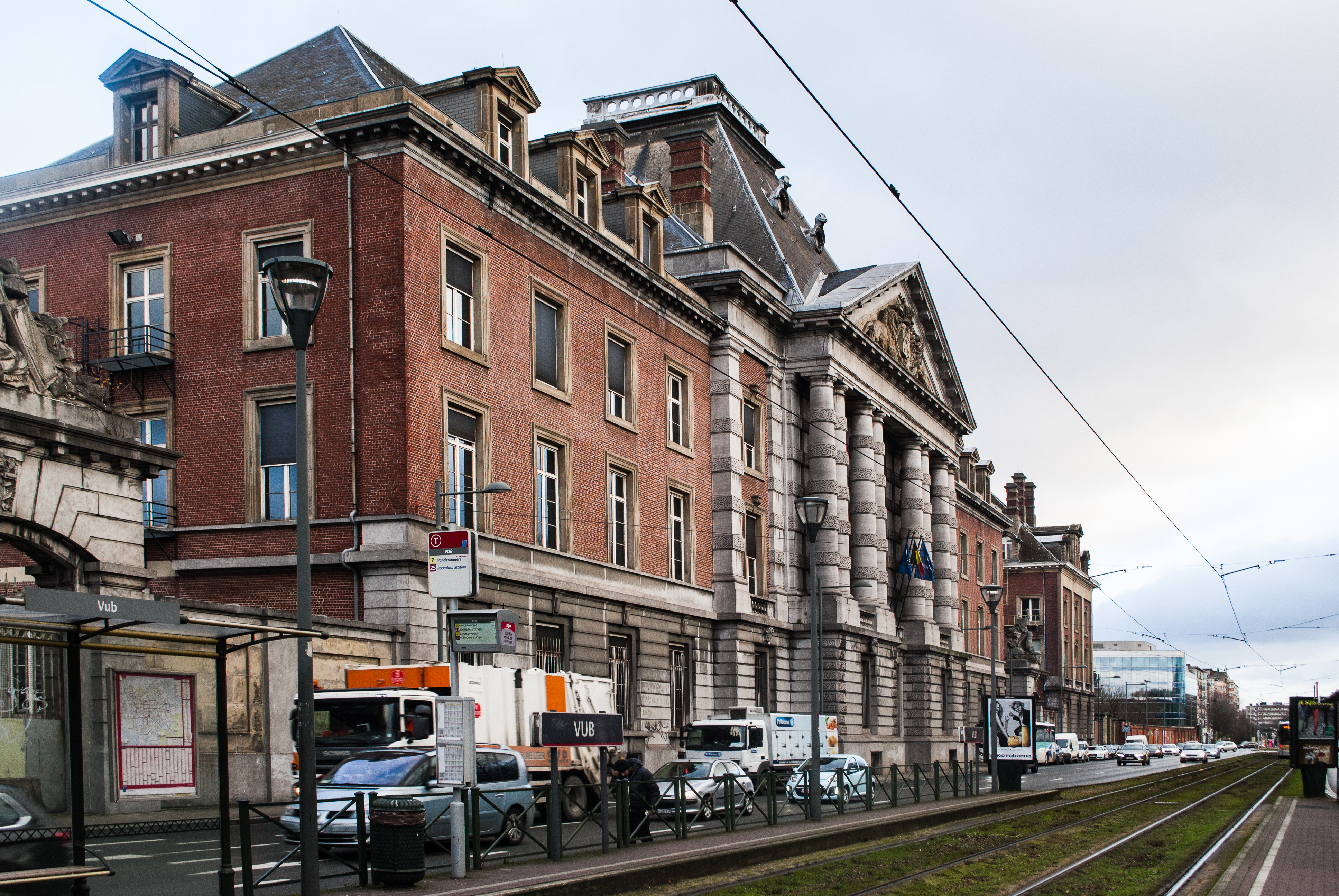
Caserne des guides.

- Boulevard Général Jacques 300, 1040 Etterbeek
- Privé
- Réserve générale de la gendarmerie

La première caserne de cavalerie à Bruxelles se situait dans les locaux de l’ancien couvent des Sœurs de l’Annonciation rue de Louvain à Bruxelles. Mais étant dans un piteux état, il était urgent de construire de nouveaux logements spacieux et sains pour les soldats. On commença donc par tracer de nouvelles rues sur la partie de l’ancien « Solbosch » en respectant les alignements décrétés par un Arrêté royal du 28 novembre 1877. 
Les travaux débutèrent en 1875 jusqu’à 1882 selon les plans de l’architecte Felix Pauwels. À la suite de son décès en 1877, son collaborateur principal, l’architecte O. Gerling se chargea de terminer la construction. Les deux casernes de la cavalerie de style éclectique sont séparées par une artère: avenue du Deuxième Régiment de Lancier, celle-ci fait front au champ de manœuvres et est perpendiculaire au boulevard de ceinture. L’endroit est stratégique pour mobiliser les troupes autour de la ville ainsi qu’au centre via les boulevards de la Couronne et Général Jacques. Plus loin, sur le boulevard Général Jacques, en face de l’Arsenal du charroi (1884), se trouvaient aussi autrefois les casernes de l’artillerie Rolin (1883). Elles ont malheureusement été démolies en 1993. Aujourd’hui, le site accueille le quartier Rolin qui contient 500 logements, environ 18 000 m2 de bureaux . Pendant la Deuxième Guerre mondiale, les casernes des guides furent la cible de bombardements. Les quartiers voisins ainsi que l’avenue de la Couronne furent sévèrement touchés. Après la guerre, en 1946, le lieu fut restauré occupé par la gendarmerie. Aujourd’hui il abrite encore la réserve générale de la gendarmerie.

### Ancien Arsenal du Charroi
- 1946[36]

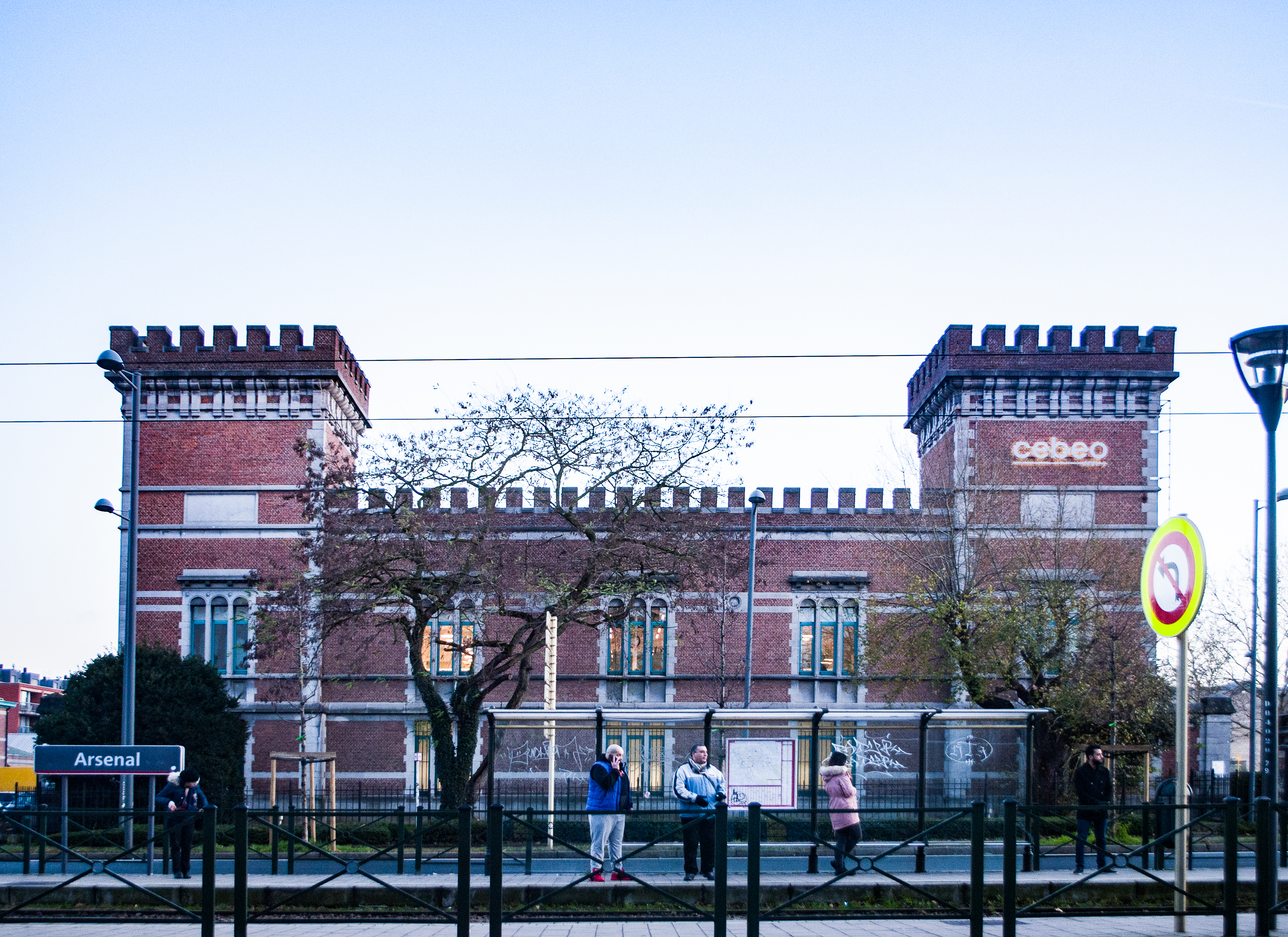
Arsenal du Charroi.

- Boulevard Louis Schmidt, 1040 Etterbeek
- Privé
- Garage de réparation

L'Ancien arsenal du charroi il est situé au croisement de la chaussée de Wavre et du boulevard Louis Schmidt. Cet édifice est une caserne du corps de transport. Il a servi de garage pour l’entretien et la réparation des fourgons, à l’origine des charrois, plus tard des véhicules à moteur. La construction débuta en 1884 et connut trois phases, dont la dernière s’acheva en 1946. 
Le bâtiment est de style Néo-Tudor. Il présente deux niveaux, dont les deux extrêmes forment des tours d'angle crénelées. La construction est en briques avec un soubassement et des encadrements en pierre bleue. 
L’ancien arsenal du charroi est actuellement un bâtiment privé occupé par des PME. Le tramway circulait déjà sur le boulevard Louis Schmidt avant la construction de l'ancien Arsenal. Le quartier ayant déjà connu sa plus grande phase d'urbanisation. 

### Le collège Saint-Michel
- 1835[39]

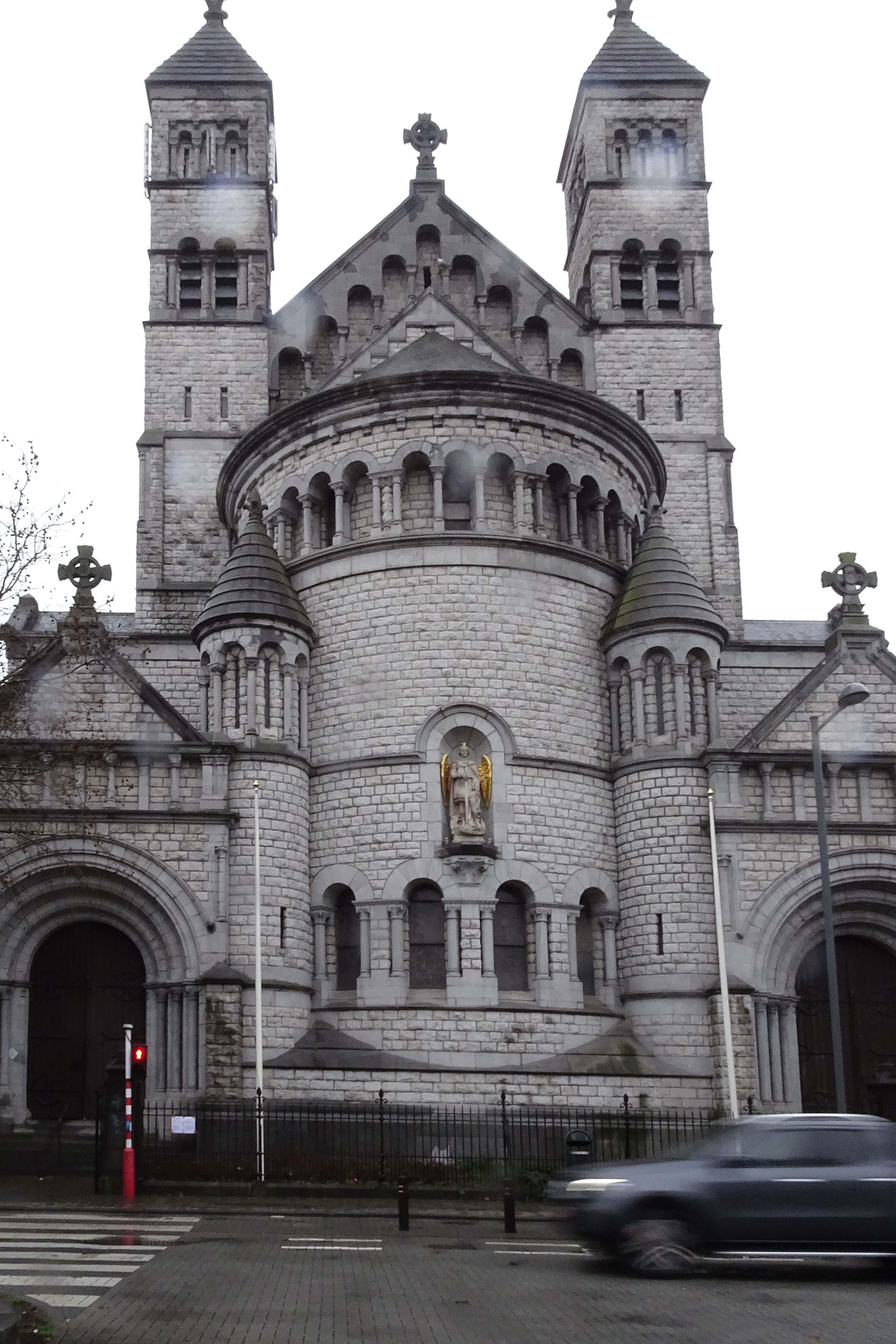
Collège Saint-Michel.

- Boulevard saint Michel, 1040 Etterbeek
- Privé
- Collège

Le collège Saint-Michel est le troisième collège construit à Bruxelles. Par manque de place, les jésuites recherchaient un emplacement pour construire un nouveau collège et leur choix s’arrêta sur un terrain de six hectares situé entre Etterbeek et Woluwe-Saint Pierre, proche de ce qui deviendra le boulevard Militaire ainsi que des casernes d’Etterbeek et l’avenue de Tervueren. 
C’est un établissement scolaire catholique. Il forme un vaste complexe de plusieurs ailes formant sept cours à jardins sur lesquelles donnent des façades variant de deux à quatre niveaux et totalisant près de 260 travées inégales. Le tout a été construit tout en briques sur un soubassement en pierre bleue ajouré de nombreuses ouvertures de cave. 
Il s’agit d’un bâtiment remarquable de par son imposition face au boulevard, sa robustesse dans son architecture Néo-Romane. Le Boulevard pris une grande importance avec la construction de cet édifice générant l’arrivée des transports en commun en 1923. L'apparition de transports en commun a permis la construction de maisons citoyennes aux alentours si bien que le nombre d’habitants augmenta considérablement.

### Parc Josaphat
- 1901[42]
- Parc Josaphat, 1030 Schaerbeek
- Public
- Parc

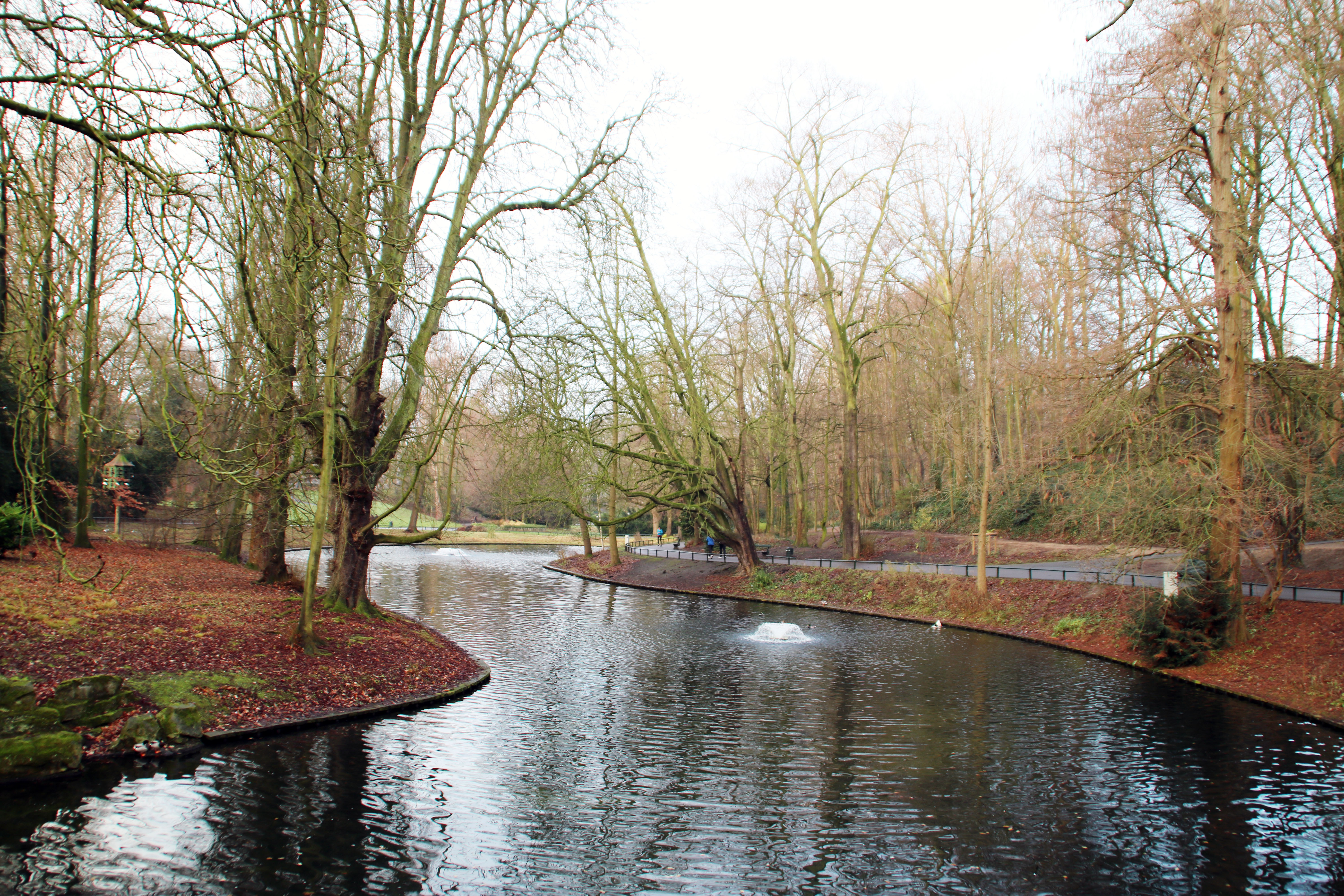
Etang du Parc Josaphat.

À la fin du XIXe siècle, le fond de la vallée du Rodenbeek possédait des étangs et des viviers, afin de rendre la production de poissons possible. Le parc était donc à cette époque, considéré comme une zone rustique, presque sauvage . Ensuite, des écoles ont commencé à venir cultiver des jardins dans ce parc. La création du chemin de fer en 1860, sur la ceinture, a très nettement accéléré le phénomène d'urbanisation du lieu. Avec la hausse démographique du lieu, les activités de pêche et de culture sont peu à peu abandonnées, mais il devient nécessaire de rendre ce lieu plus apte à la vie citadine. Les travaux d'aménagement sont confiés à l’architecte-paysagiste Edmond Galoppin et commenceront en 1904. Il aura fallu une trentaine d’années avant de voir finir les travaux. 
Le parc Josaphat n'est pas seulement un parc à l'anglaise, mais possède également un mini-golf, un zoo, une laiterie, un complexe sportif et une zone de tir à l'arc. C’est un parc important dans l’histoire de Bruxelles, et le développement de ses activités ludiques peut être associé avec la construction et le développement de la ligne 23 du tram dont l'arrêt “Louis Bertrand” sera le point de desserte pour bon nombre de bruxellois.

### Boulevard Lambermont 18-20
- 1907[43]

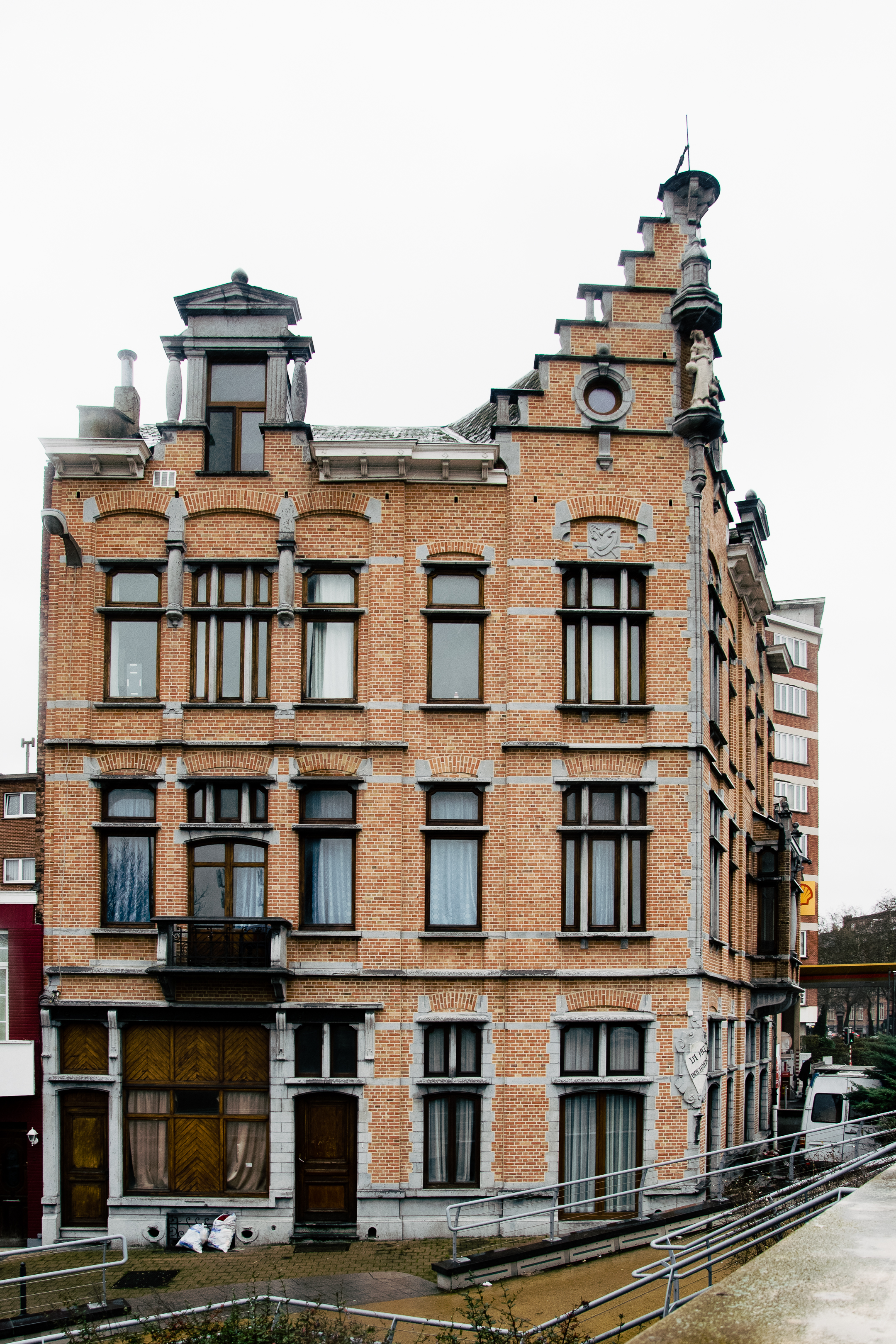
18-20 du boulevard Lambermont.

- Boulevard Lambermont 18-20, 1030 Schaerbeek
- Public
- Rez-de-chaussée commercial et café

Ce bâtiment a été construit en 1907. Son rez-de-chaussée était, à l’origine, un magasin et un café. C’est un bâtiment qui se trouve à l’extrémité d’une avenue en cul-de-sac et proche du pont Teichman. Ce bâtiment existait déjà avant la création de la ligne 23, aujourd’hui la ligne 7, en 1923. Sa construction à cet endroit n’a donc pas de lien direct avec le développement des voiries du tram. Il a été construit dans un angle afin d’optimiser la visibilité de son imposante structure. À ce jour et ce malgré deux guerres mondiales, il est resté presque intact. Seule la devanture et la fonction du bâtiment a changé, car édifice fût utilisé a des fins publicitaires de par sa localisation et sa disposition. Il a servi de support à une peinture publicitaire pour la bière Caulier. Aujourd’hui, ce n’est plus un bâtiment à fonction commerciale.
Cet immeuble est assez atypique, il est de style néo-renaissance flamande. Il possède une élévation symétrique comptant trois niveaux. La façade est en briques orange et en pierre bleue. L’angle est marqué au rez-de-chaussée par un cartouche portant le nom de l’établissement. « In Het/Boerineke ». Du côté de l’avenue, la vitrine possède deux portes. L’angle était important et l’entrée pouvait donc se faire depuis chaque côté de la rue. C’étaient les portes de l’ancien café, aujourd’hui transformées en fenêtres.

### Docks Bruxsel
- 2016[45]

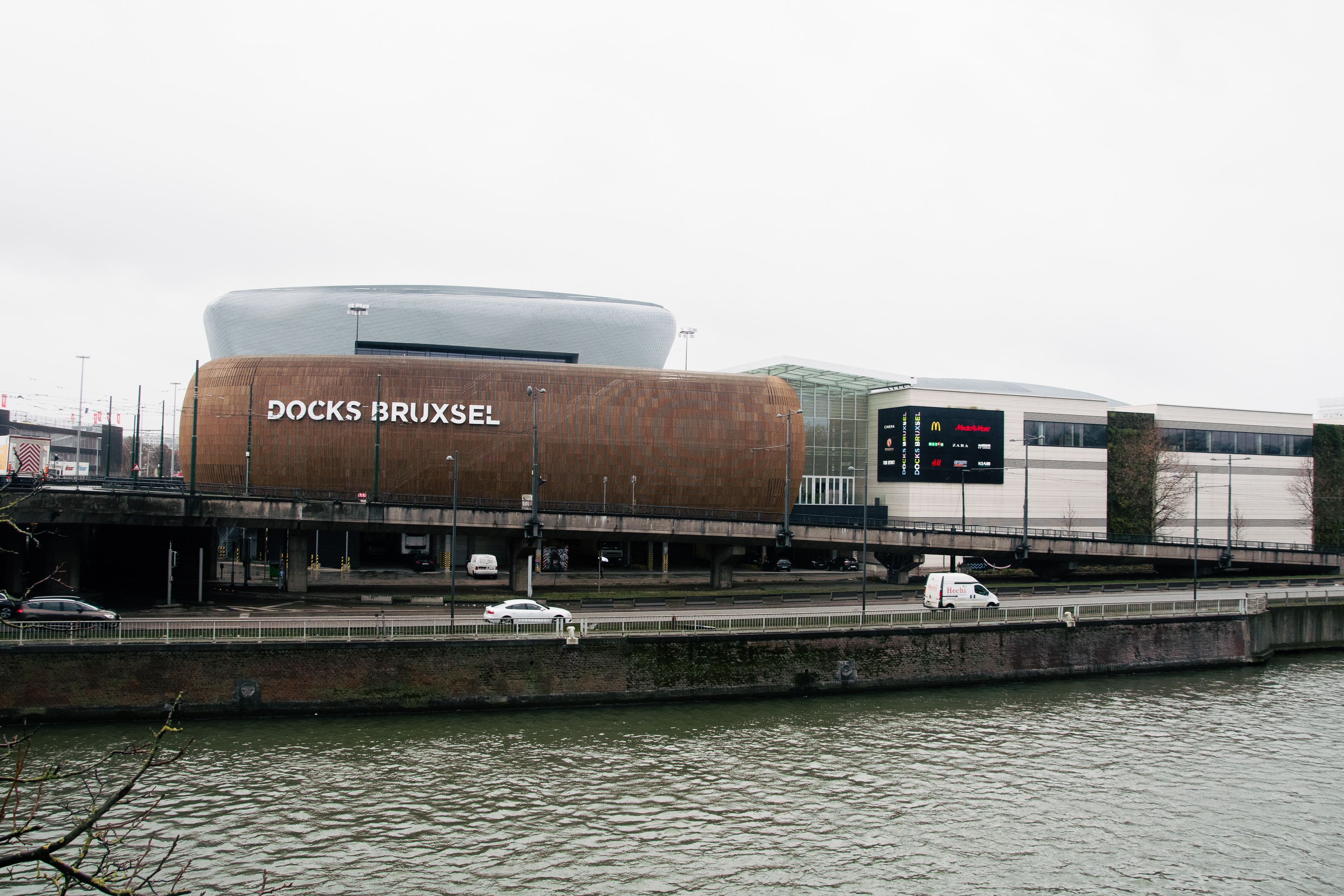
Docks Bruxsel.

- Boulevard Lambermont 1, 1000 Bruxelles
- Public
- Centre commercial

Le centre commercial « Docks Bruxsel » est situé à côté du canal et à l'ouest du pont Van Praet. La présence d'une ligne de tram accolée centre de loisirs a été une des conditions les plus importantes pour la validation du projet. Ce centre s'est donc construit sur un ancien site industriel Jean-Baptiste André Godin qui se trouvait sur le tracé de la ligne 7. Depuis 2016, l’année de son inauguration, l'arrêt de la STIB qui s'y trouvait a été rebaptisé en Docks Bruxsel, à la place de Teichmann. La ligne 7 étant très transitée et dont le parcours couvre une partie importante de Bruxelles, favorise l'arrivage de nombreux visiteurs et clients. Cet édifice est construit à la place des bâtiments Godin, qui étaient de style classique mais qui ont été détruits lors des travaux. Il reste néanmoins l’ancien Familistère Godin de Laeken, à proximité du centre commercial. 
Le bâtiment, construit par les architectes de BESIX est moderne, et entouré d'une enveloppe de zinc offre un éclairage naturel important grâce à ses grandes baies vitrées.

### Atomium
- 1958[47]

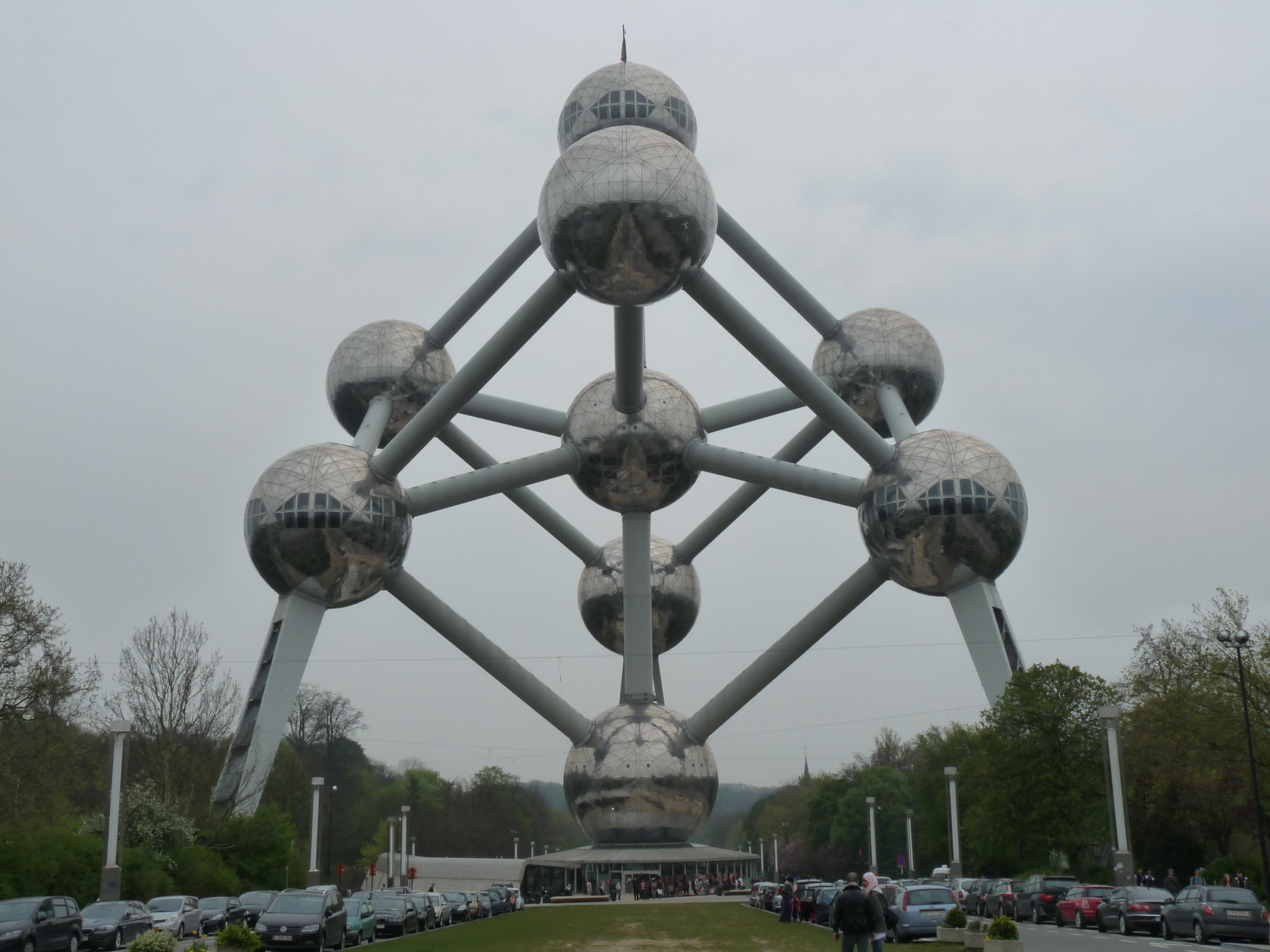
Atomium.

- Boulevard du centenaire, 1020 Laeken
- Public
- Exposition d’œuvres

Monument emblématique de la Belgique, l’Atomium a été construit en 1957 par l’architecte André Waterkeyn. De par sa matière, sa volumétrie et sa taille, L’Atomium a été classé patrimoine contemporain en 1994. En 2011, il est classé patrimoine d’ingénierie et entre 2014-2016 patrimoine architectural. Le monument a été construit lors de l'exposition universelle de Bruxelles en 1958. Ses neuves sphères figurent un cristal élémentaire de fer agrandi 165 milliards de fois. Il se compose d’une charpente d’acier portant neuf sphères reliées entre elles et revêtues d’aluminium. Les sphères ont un diamètre de 18 mètres et pèsent chacune environ 250 tonnes. L’Atomium fût conçu pour durer six mois, il n’était pas destiné à survivre à l’exposition universelle de 1958. Mais sa popularité et son succès en ont fait un élément majeur du paysage bruxellois. Sa destruction fut donc reportée d’année en année jusqu’à ce que l’on y renonce. Mais pendant trente ans, peu de travaux d’entretien furent réalisés. Le monument de 102 m de hauteur a été laissé au public et ainsi que le palais des expositions qui ont entrainé un réaménagement urbain, l’agrandissement du réseau de transports afin d’accueillir de nombreux visiteurs.